# Jean-Olivier Héron
Pour les articles homonymes, voir Héron (homonymie).
Jean-Olivier Héron est un illustrateur, écrivain et éditeur français né le 24 avril 1938 à Cholet et mort le 24 janvier 2017 à l'île d'Yeu,.

## Biographie
Jean-Olivier Héron grandit dans un environnement familial lié à la mer. Son grand-père paternel, Victor Héron (1887-1966), imprimeur-éditeur à Nantes, après avoir fait fortune, s'était fait construire un « chalet » au bord de mer à Pornichet et s'adonnait à sa passion pour le yachting. Sa mère, née Marie Williamson, est issue d'une famille nantaise fortunée d'origine britannique qui a établi une compagnie de transit maritime à Tonnay-Charente puis à La Rochelle (Goguet-Williamson).
Il est élève de l'École des métiers d'art à Paris.
Créateur avec Pierre Marchand de la revue Voiles et Voiliers en 1971, il y a notamment dessiné la série de planches Comment naissent les bateaux. En 1972, il crée Gallimard Jeunesse avec Pierre Marchand, le secteur jeunesse des Éditions Gallimard. On leur doit entre autres Folio Junior, Folio Cadet, la collection 1000 soleils, Enfantimages, Gallimard découvertes. Il dessine les couvertures ou les illustrations de très nombreux titres de ces collections.
Il a également illustré de nombreux livres pour la jeunesse pour Gallimard jeunesse ou Actes sud junior, et écrit des essais, des livres pour la jeunesse et des romans (La maison brûle, Robert Laffont). Attiré par la nature et l'écologie, il fonde les éditions Gulf Stream.

## Publications

### Littérature
- Le Temps des thoniers : Voiliers de Groix, d'Étel, des Sables-d'Olonne, d'Yeu, de Concarneau (Les Mémoires de la mer), participation comme auteur, Gallimard, 1979 ;
- La Fille du prince de Bakhtan: Contes Egyptiens (avec Gaston Maspéro), Gallimard, 1er janvier 1981 ;
- La grande carte illustrée des pays de la bible : 2.La Palestine (illustrateur), Le Cerf, 1989 ;
- Arrête de faire des miracles ! : Récits parallèles, Grasset, 1996

### Littérature jeunesse
- Les chiens de Dieu, 1983 ;
- Le Missel junior, Le Cerf, 1990 ;
- avec Jeanne Henriette Louis, William Penn et les quakers : Ils inventèrent le Nouveau Monde, coll. « Découvertes Gallimard / Histoire » (no 90), Gallimard, 1990 ;
- Les contes du Septième jour, 2000 ;
- La naissance du catamaran, Coll. Les contes des métamorphoses, Actes Sud, 2000 ;
- Une pomme de terre en or massif (Folio cadet) ;
- Le livre qui avait un trou, Actes sud junior, 2000 ;
- Le bateau dans son œuf, Coll. Les contes des métamorphoses, Editions du Sorbier, 2004 ;
- La liberté a des problèmes : Comment est née la Statue de la Liberté, Coll. Contes de la métamorphose, Editions Sorbier / Gulf Stream, 2004.

### Pamphlet
- Modeste proposition pour garantir la sécurité d'Israël et le bien-être des Palestiniens en attendant la paix qui s'ensuivra peut-être, 2002.